# Sjöfn
Sjöfn es una de las Ásynjur en la mitología nórdica. Se la menciona brevemente en la Edda en prosa de Snorri Sturluson.
Sjaunda er Sjöfn, hon gætir mjök til at snúa hugum manna til ásta, kvenna ok karla, ok af hennar nafni er elskuginn kallaðr sjafni. 
"La séptima [de las Ásynjur] es Sjöfn. Ella se esfuerza por cambiar la mente de las personas al amor, ambas de mujeres y hombres, y de su nombre, sjafni, proviene la expresión "anhelo de amor".
El nombre Sjöfn no es mencionado de nuevo en la Edda en prosa, y en ningún momento en la Edda poética. Sí aparece unas pocas veces en kenningars como un nombre genérico de diosa (ej. Sjöfn seims significa "Sjöfn de oro", i.e. "mujer"). No está claro si Sjöfn fue alguna vez una diosa mayor. Es posible que, desconocida para Snorri, fuera simplemente otro nombre para Freyja.